# Лиз Смит
Лиз Смит (англ. Liz Smith, урождённая Бетти Глидл (англ. Betty Gleadle; 11 декабря 1921 — 24 декабря 2016) — британская актриса.

## Биография
Её мать умерла при родах, когда Бетти было всего 2 года. После этого отец женился во второй раз и его новая жена не захотела, чтобы его что-то связывало с прошлой жизнью. Девочку взяла на воспитание бабушка.
В годы Второй мировой войны она служила в Женской Королевской Военно-Морской Службе. Во время службы в Индии она познакомилась со своим первым мужем Джеком Томасом. От этого брака у них было двое детей. В 1959 году они с Томасом развелись. Элизабет осталась одна с дочерью и сыном на руках. Её вторым мужем стал сценарист Сибил Тьюсон.
Успех пришёл к Бетти, когда ей было уже за пятьдесят. Под именем Лиз Смит она снялась в фильме «Безрадостные мгновения».
Однажды  ей повстречался Майк Ли. Лиз было около 50 и она работала в очень старом магазине игрушек Гэмлейс. Вдруг её подозвали к телефону. Голос в трубке сказал: «Есть один молодой режиссёр, который снимает фильм, полностью построенный на импровизации. Он хочет встретиться с тобой». Это было как раз по адресу. Дело в том, что у меня был большой опыт в импровизации. У Майка уже была набрана вся семья, не хватало лишь мамы. Я встретилась с ним. У нас были очень долгие пробы, но роль я получила. И моя жизнь в один момент круто изменилась.
А чуть позже она сыграла «всенародно любимую няню» в сериале «Королевская семья», съёмки которого закончились в 2006 году со смертью Няни.
Несмотря на то, что Лиз Смит впервые появилась на телевидении уже в зрелом возрасте в ранних 1970-х, но с тех пор её лицо не сходит с экранов. Она снялась в ряде телешоу «Emmerdale», «I Didn’t Know You Cared», «Within These Walls», «The Bill», «2 point 4 Children» и «The Royle Family». Она снималась у многих именитых режиссёров: Тим Бёртона, Ридли Скотта, Романа Полански.
Из последних её ролей — бабушка Джорджина в «Чарли и шоколадной фабрике» и озвучивание миссис Мульч в «Уоллес и Громит: Проклятие кролика-оборотня», а также роль надоедливой соседки миссис Паркер в кинофильме «Молчи в тряпочку».

## Избранная фильмография
| Год  |    | Русское название                            | Оригинальное название                          | Роль           |
| ---- | -- | ------------------------------------------- | ---------------------------------------------- | -------------- |
| 2005 | мф | Уоллес и Громит: Проклятие кролика-оборотня | Wallace & Gromit: The Curse of the Were-Rabbit | миссис Компост |

## Книги
Лиз издала автобиографию «Наша Бетти — Истории из моей жизни» (Our Betty — Scenes From My Life).

## Награды
- BAFTA (1985) за Лучшую женскую роль второго плана в фильме «Частное торжество».